# Младен Станев
Младен Станев - хоров диригент
.  Хормайстор в Държавна опера Стара Загора .

## Биография
Младен Станев е роден на 30-и юни 1974 година в град Котел, Сливенско. Детството си прекарва в София. През 1993 година завършва с отличие Средно музикално училище „Филип Кутев“ в Котел (по настоящем Национално училище за фолклорни изкуства), по време на ученето получава специалната стипендия на министъра на културата.
От 1993 година следва специалност „Дирижиране на хор“ в теоретико-композиторски и диригентски факултет на държавната музикална академия „Панчо Владигеров“ – настояща Национална музикална академия „Проф. П. Владигелов“ в София . През 1998 година получава магистърска степен с отличен успех. По време на следването си е диригент на смесения хор „Планинарска Песен“ – град София. Дирижира многобройни концерти в София, страната и чужбина (Дрезден, Германия).
През 2006 година изкарва майсторски клас по дирижиране при проф. Ервин Ортнер (Виена) в международна музикална академия „Проф. Саша Попов“ по време на международен фестивал „Мартенски музикални дни“ – Русе.
От 1999 година работи с хора на Старозагорската опера. Изработва и поддържа текущ репертоар, премиерни постановки, концерти, кантатно-ораториални творб; участва в местните, националните и международни прояви на старозагорска опера, както и копродукции с други компании. Пътува с трупата в Германия, Австрия, Франция, Швейцария, Испания, Португалия, Люксембург, Дания, Гърция, Нидерландия, Италия,, САЩ. Диригент-постановчик на спектаклите за деца на Държавна опера Стара Загора "Патиланци“, „Мечо Пух“, „Пинокио“, „Малкият принц“; дирижира самостоятелни концерти на хора, кантатно-ораториални творби, както и оперни концерти в театъра. Под негово ръководство хорът на Държавна опера Стара Загора печели престижната награда Кристална лира на Съюза на музикалните и танцови дейци през 2021 г.

Ръководител-диригент на смесения хор „Петко Стайнов“ при народно читалище „Искра“ – град Казанлък  от 2003 година. Като диригент на състава обновява репертоара, дирижира концерти, участва в национални прегледи, открива възможности за изява на хора в чужбина като хоровия фестивал в Анкара през 2003 година, концерти в Италия (2006), Словакия (2007) и други хорови събития. През 2009 г. с хора печели 1-во място в категория смесени хорове в Международния хоровия конкурс „А.Вивалди“ – в Карпениси, Гърция, През 2016 година - бронзова диплома от Международен хоров конкурс „Прага Адвент“, през 2019 г. - първо място в Православен фестивал в гр. Попово, 2021 г. - златен медал от онлайн фестивала „Майски музикални празници“ - Сърбия, Голямата награда на дистантния фестивал "Българската душа в светите земи" - Израел 2022,  две първи места в Международен Музикален фестивал "Микеланджело Буонароти" - 2024.
Диригент и артистичен директор на Културния център към Фонзация М. Балкански, ръководител на Пролетна школа по музикални изкуства и култура от 2011  до 2022 г. С хора към Фондацията завоюва няколко лауреатски приза - трето място в Охридски хоров фестивал, второ място в конкурс „А. Вивалди“ - Карпениси, Гърция, първо място в Международен конкурс „Гласовете ви чувам“ - Несебър, България.
За кратко време през 2004 и 2005 година е диригент по заместване на смесения хор „Родина“ – Стара Загора, в периода 2014 - 2019 е диригент на хор "Славей".
Като гостуващ диригент реализира концерти със симфоничния оркестър на град Сливен и др.
До 2006 г. е председател на творчески колегиум към международна детска фондация „Стелетой“ – София, и диригент на обществени начала на детски хор „Звездици“ към фондацията. Дирижира концерти на състава в София и страната.
От 2016 г. е музикален директор на Националния харов фестивал "Петко Стайнов" в гр. Казанлък.
Автор е на аранжименти за хор, оркестър, както и на обработки на български и славянски фолклорни песни.
Член на журита на национални певчески и хорови фестивали и конкурси, също и на Международен Хоров Фестивал – Истанбул.
През 2024 г., като диригент на хор "Петко Стайнов" получава специалната награда за най-добър диригент на Международен музикален фестивал "Микеланджело Буонароти" във Флоренция.